# Słodki Całus Od Buby
Słodki Całus Od Buby – polski zespół muzyczny.

## Skład zespołu
- Krzysztof Jurkiel Jurkiewicz – gitara, harmonijka, śpiew
- Mariusz Kapeć Kamper – gitary, śpiew
- Jacek Boski Jakubowski – akordeon, śpiew
- Jarosław Medyk Medyński – harmonijka
- Czarek Rogalski – gitara basowa
- Adam Szkieletor Skrzyński - Paszkowicz – perkusja

Współpracują także:
- Bartek Adamczak – perkusja
- Wojtek Sokołowski – gitara basowa

## Byli członkowie zespołu
- Mariusz Mariaszek Wilke – gitary, 1986-92 i 1994-2010
- Aleksander "Olek" Rzepczyński – gitara basowa, 1986-2007
- Adam "Szkieletor" Skrzyński – perkusja, 1994-2006
- Józek Kaniecki  – skrzypce, mandolina, 2005-06
- Tomasz Sowiński – perkusja, 1992-94
- Michał Kusz – gitara, 1992
- Wojciech Rybka – gitara 1993-94
- Jacek Ronkiewicz – skrzypce 1987-88
- Justyna Sęktas, Beata Głowicka, Marzena Celebucka  – śpiew, 1986-88

## Osiągnięcia
- 2009 – pierwsza nagroda w konkursie premier OPPA
- 1995 – druga nagroda Studenckiego Festiwalu Piosenki w Krakowie
- 1991 – trzecia nagroda Studenckiego Festiwalu Piosenki w Krakowie

## Dyskografia
- 2012 – Między 1 a 7
- 2010 – Bez Jacka i Słodki Całus - Ot tak po prostu, tom 2
- 2008 – Bez Jacka i Słodki Całus - Ot tak po prostu, tom 1
- 2007 – Słodki Całus od Buby (na nowo nagrany materiał z pierwszej kasety)
- 2006 – Równoległe
- 2005 – Bubowe Berdo (nagrania koncertowe akustyczne)
- 2003 – Nie ma rzeczy niemożliwych (nagrania koncertowe)
- 1998 – Pańska 7/8
- 1996 – Czwórka
- 1995 – Jeszcze raz na żywo, znowu we Wrocławiu (nagrania koncertowe)
- 1992 – Słodki Całus Od Buby
- 1991 – Live in Wrocław (nagrania koncertowe)

## Najpopularniejsze utwory
- cykl czterech Piosenek Turystycznych – muzyka i słowa: K. Jurkiewicz, M. Kamper
- Środa – muzyka i słowa: M. Kamper
- Zburzenie baru – muzyka: M. Kamper, słowa: Jerzy Harasymowicz
- Miasto – muzyka i słowa: K. Jurkiewicz
- Pańska 7/8/2 – muzyka i słowa: K. Jurkiewicz